# Shimon Malin
Shimon Malin (* 21. Juli 1937; † 17. März 2017) war Professor für Physik an der Colgate University in Hamilton im US-Bundesstaat New York.

## Leben
- M.Sc.: Hebräische Universität Jerusalem 1961
- Ph.D.: University of Colorado 1968

## Leistungen
Shimon Malin war seit 1986 an der Colgate University tätig. Er beschäftigte sich mit den Forschungsschwerpunkten
- Quantenmechanik
- Relativitätstheorie
- Kosmologie

Sein besonderes Interesse galt der Beziehung zwischen moderner Physik und Philosophie.

## Werke
2001 veröffentlichte Malin in den USA sein erstes populärwissenschaftliches Buch Nature loves to hide über den Zusammenhang zwischen Quantentheorie und Philosophie.
Die deutsche Übersetzung erschien 2006 unter dem Titel Dr. Bertlmanns Socken – Wie die Quantenphysik unser Weltbild verändert.